# Governatorato di Sa'da
Ṣaʿda (in arabo صعدة‎?) è un governatorato del nord dello Yemen, al confine con l'Arabia Saudita. Nel febbraio 2004, la provincia aveva una popolazione di 695 033 abitanti, circa il 3,67% del totale della popolazione dello Yemen e ha una superficie di 12.370 km quadrati. Si tratta di una delle zone più inaccessibili dello Yemen e si posiziona tra le più povere del paese. La capitale provinciale è Ṣaʿda, la più grande città della provincia.
Il Governatorato di Ṣaʿda è una delle poche regioni dello Yemen abitato da una larga maggioranza di zayditi, una componente minoritaria dell'Islam sciita (nata verso la fine dell'VIII secolo, dopo una disputa circa l'identità del quinto Imam sciita duodecimano). È attualmente al centro di una insurrezione di ribelli contro il governo.